# Schloss Úsov
Koordinaten: 49° 47′ 55,5″ N, 17° 0′ 52″ O

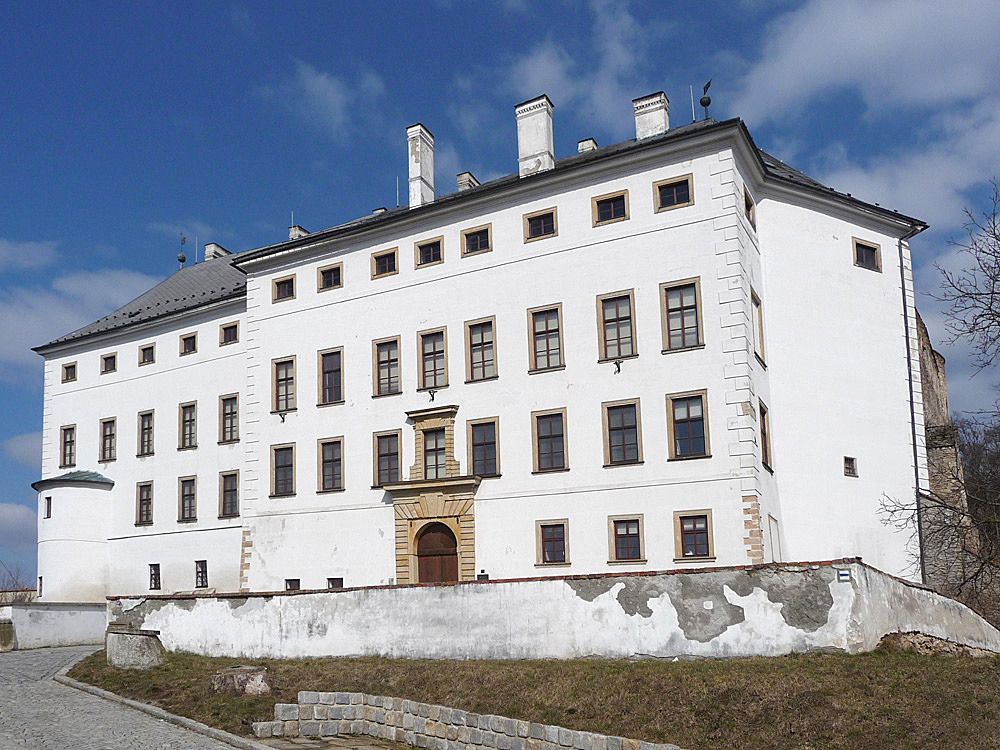
Schloss Úsov

Das Schloss Úsov befindet sich in Úsov (deutsch Mährisch Aussee), einer Stadt im Okres Šumperk in Tschechien.
Nach den archäologischen Funden stand am Platz des Schlosses ursprünglich eine Burg aus dem 13. Jahrhundert. 1487 bauten die Herren von Vlašim den Burgpalast um, kleine Umgestaltungen führten die Herren von Boskovice und seit dem 17. Jahrhundert die Liechtensteiner, die das Schloss bis 1945 besaßen, durch. Im Schloss befindet sich eine Sammlung von Trophäen der liechtensteinischen Jagdexpeditionen nach Afrika, Asien und Europa.